# Patnanungan
Patnanungan (Bayan ng Patnanungan) är en kommun i Filippinerna. Kommunen ligger på ön Luzon, och tillhör provinsen Quezon. Folkmängden uppgår till 11 034 invånare.
Patnanungan är indelat i 6 barangayer.